# Méfou-et-Akono
Pour les articles homonymes, voir Akono (homonymie).
La Méfou-et-Akono est un département situé dans la région du Centre au Cameroun. Son chef-lieu est Ngoumou.
Le département est issu de la division de l'ancien département de la Méfou en Méfou-et-Afamba et Méfou-et-Akono en 1995.

## Organisation territoriale
Le département est découpé en 4 arrondissements et/ou communes, :
| COG    | Communes | Chef-lieu | Superficie (km²) | Population (2005) |
| ------ | -------- | --------- | ---------------- | ----------------- |
| CE1001 | Ngoumou  | Ngoumou   | 250              | 13 923            |
| CE1002 | Akono    | Akono     | 182,7            | 8 511             |
| CE1003 | Mbankomo | Mbankomo  | 445,1            | 20 305            |
| CE1004 | Bikok    | Bikok     | 458,5            | 16 218            |